# Oliver Glasner
Oliver Glasner (* 28. srpna 1974) je rakouský fotbalový trenér a bývalý fotbalista, obránce, který od roku 2024 trénuje anglický klub Crystal Palace.
Téměř celou svou kariéru strávil v SV Ried. V sezóně 1997/98 a 2010/11 s klubem vyhrál pohár. Po konci hráčské kariéry se stal asistentem trenéra FC Red Bull Salzburg a v roce 2014 se vrátil do Riedu jako trenér. Poté čtyři sezóny trénoval LASK Linz, se kterým postoupil do 1. ligy a ve své poslední sezóně jako trenér klubu skončil LASK na 2. místě.
V roce 2019 se stal trenérem německého Wolfsburgu, s nímž se během dvou sezón dvakrát kvalifikoval do Evropské ligy. Poté se stal trenérem Eintrachtu Frankfurt a ve své první sezóně vyhrál Evropskou ligu. Ve své druhé a poslední sezóně klub dovedl do vyřazovací fáze Ligy mistrů a do finále poháru. V roce 2024 se stal trenérem Crystal Palace a hned ve své první sezóně vyhrál FA Cup, šlo o první velkou trofej v dějinách klubu.

## Úspěchy

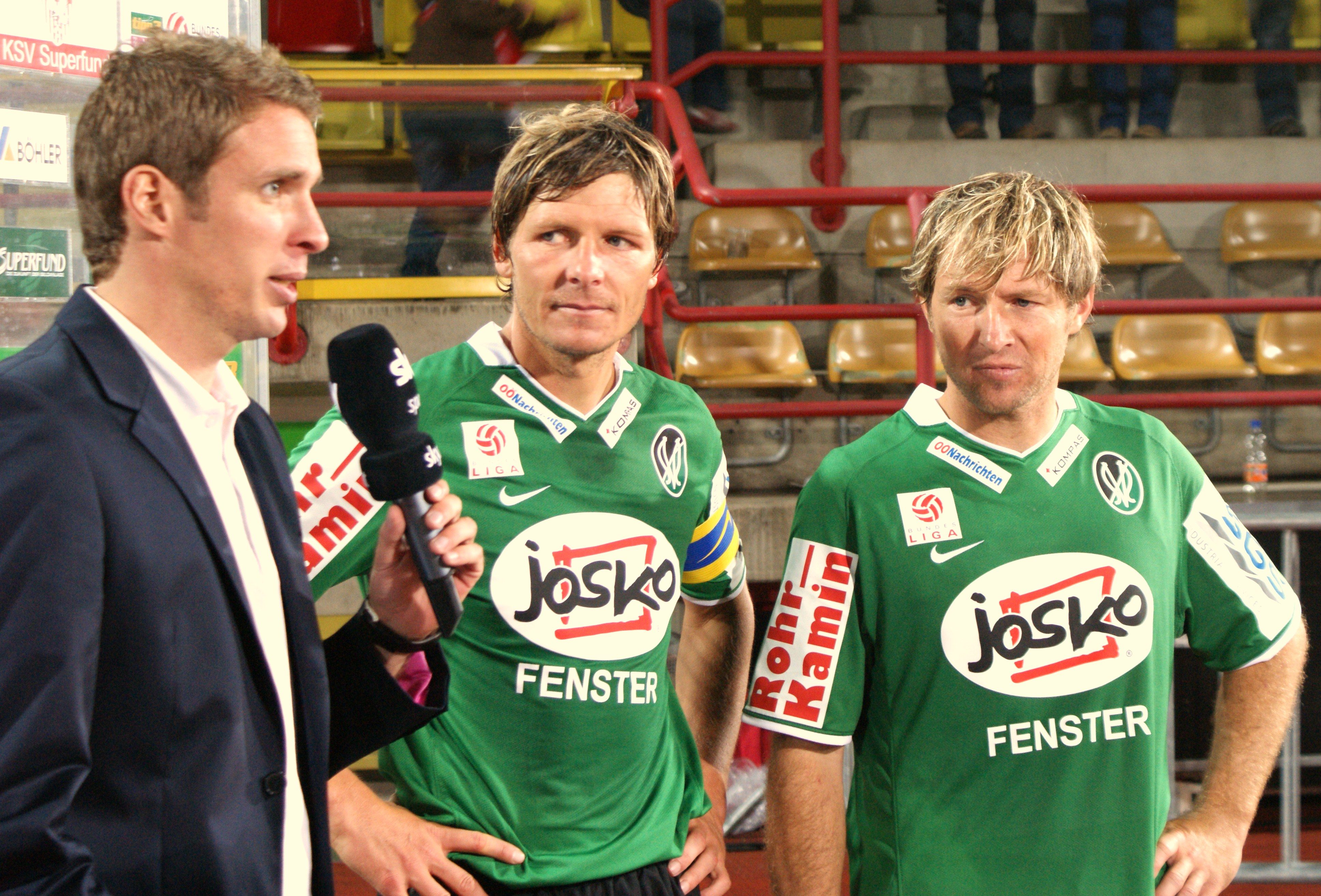
Oliver Glasner (uprostřed) a jeho spoluhráč Herwig Drechsel (vpravo)

### Klubové
SV Ried
- Rakouský pohár: 1997/98, 2010/11

### Trenérské
Eintracht Frankfurt
- Evropská liga UEFA: 2021/22
- Finalista poháru

Crystal Palace
- FA Cup: 2024/25